# Лутугинский научно-производственный валковый комбинат
Лутугинский государственный научно-производственный валковый комбинат (укр. Лутугинський державний науково-виробничий валковий комбінат) — промышленное предприятие в городе Лутугино Луганской Народной Республики.

## История
Предприятие было создано в 1897 году, после Октябрьской революции 1917 года завод был национализирован, в период гражданской войны не функционировал, но после окончания боевых действий был восстановлен и возобновил производство.
В 1976 году на предприятии был организован заводской музей.
В 1980 году Государственная премия СССР в области техники «за создание и промышленное внедрение комплекса уникального оборудования и принципиально новых технологических процессов производства однослойных и биметаллических изделий ответственного назначения» была присуждена коллективу из 12 научных работников и инженерно-технических специалистов (члену-корреспонденту АН СССР Н. Н. Зорину, главному инженеру Всесоюзного промышленного объединения целлюлозно-бумажного машиностроения В. А. Ничаеву, работникам Ижевского завода тяжёлых бумагоделательных машин и Лутугинского завода прокатных валков), разработавшему улучшенную конструкцию машины для производства бумаги.
В советское время Лутугинский завод прокатных валков входил в число ведущих предприятий города.
На предприятии выпускали чугунные и стальные листопрокатные и сортопрокатные валки для прокатных станов предприятий металлургической промышленности, мельничные шары и мукомольные валки для помола зерна, а также различные валки для предприятий резинотехнической, бумажной, лакокрасочной и других отраслей промышленности.
После провозглашения независимости Украины завод получил новое наименование - Лутугинский научно-производственный валковый комбинат.
В июле 1999 года Верховная Рада Украины внесла комбинат в перечень предприятий, приватизация которых запрещена в связи с их общегосударственным значением.
В 2005—2006 годы Харьковский станкостроительный завод имени С. В. Косиора выполнил для комбината модернизацию уникального вальцешлифовального станка модели 3417В, предназначенного для обработки опорных и рабочих валков листопрокатных станов весом до 50 т и длиной до 6000 мм. Выполнение работ заняло пять месяцев.
По состоянию на 2006 год, комбинат являлся крупнейшим производителем валков на территории СНГ (его производственные мощности позволяли производить до 150 тыс. тонн валков в год), продукция предприятия использовалась на промышленных предприятиях Украины, продавалась в Россию и ряд других государств.
Начавшийся в 2008 году экономический кризис осложнил положение предприятия, в 2008 году финансовые показатели завода ухудшились, в связи со снижением спроса с начала 2009 года комбинат сократил объемы реализации продукции.
23 марта 2014 года Кабинет министров Украины передал комбинат (до этого находившийся в ведении министерства промышленной политики Украины) в ведение министерства экономического развития и торговли Украины.
После начала боевых действий на востоке Украины положение предприятия (летом 2014 года оказавшегося в зоне боевых действий) осложнилось. Из-за обстрелов  завод был остановлен. В феврале 2015 производство начало восстанавливаться, в марте предприятие было национализировано властями ЛНР.
В августе 2016 года комбинат восстановил производство.